# Elise Konstantin-Hansen

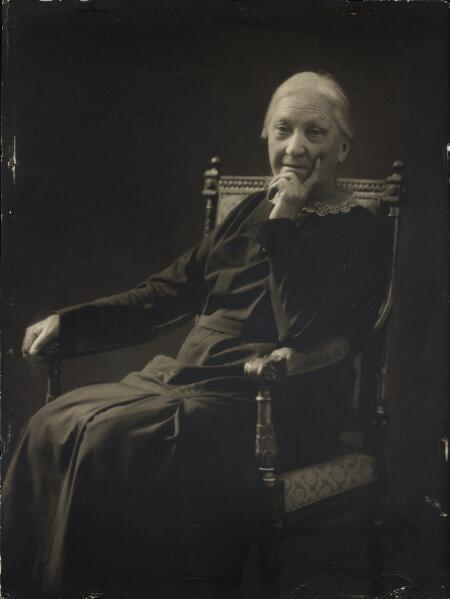
Elise Konstantin-Hansen

Elise Konstantin-Hansen (* 4. Mai 1858 in Frederiksberg, Dänemark; † 25. Februar 1946 in Kolding, Dänemark) war eine dänische Malerin, Textilkünstlerin und Keramikerin. Sie entwickelte ihren eigenen naturalistischen Stil und malte häufig Seevögel, Pflanzen und Strandszenen.

## Leben und Werk

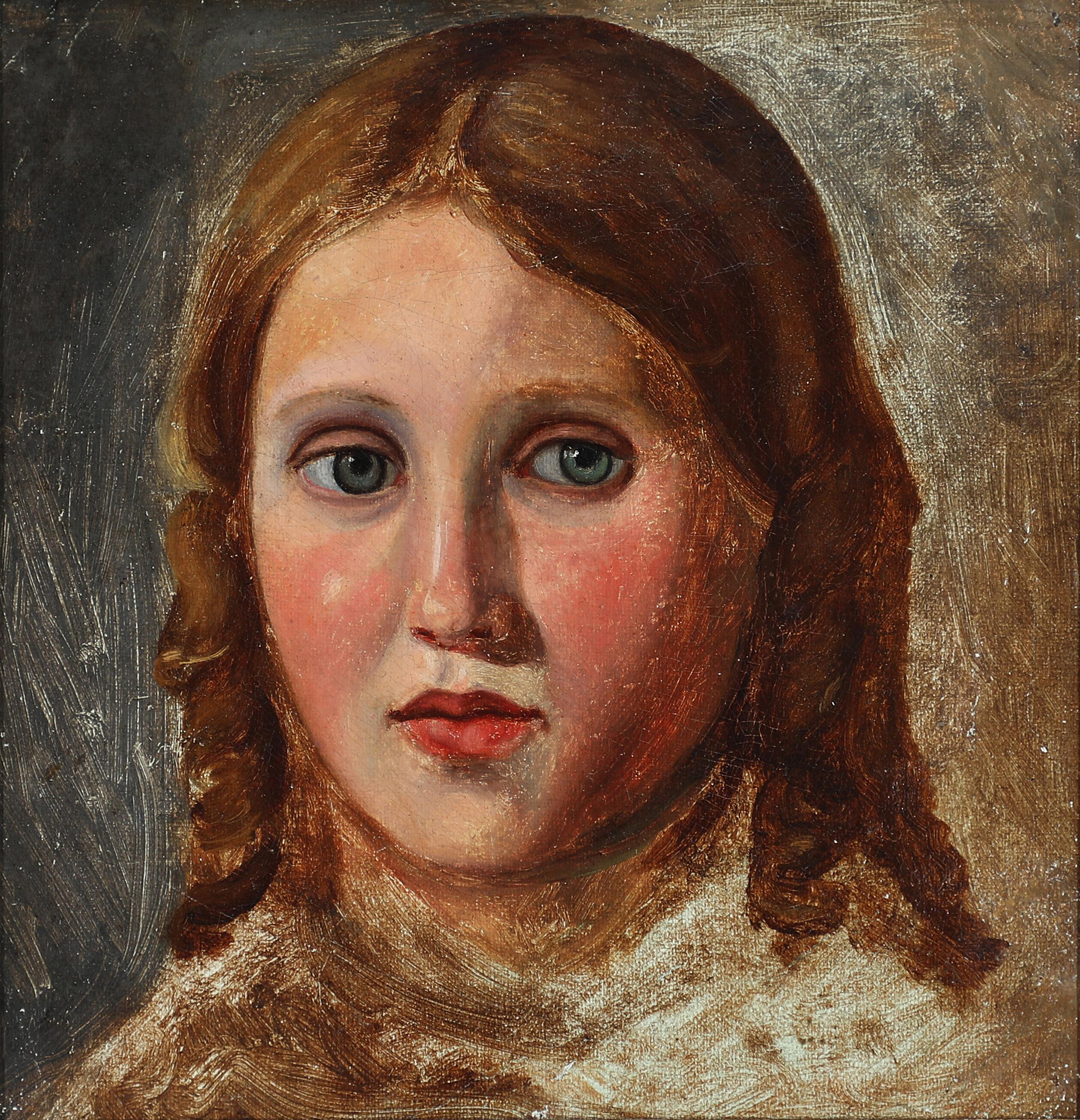
Elise Konstantin-Hansen, gemalt von ihrem Vater Constantin Hansen

Konstantin-Hansen war eines von neun überlebenden Kindern von dreizehn Kindern des Malers Carl Christian Constantin Hansen und Magdalene Barbara Købke. Ihr Großvater väterlicherseits war der Maler Hans Hansen. 1908 änderte sie ihren Nachnamen von Constantin Hansen in Konstantin-Hansen. Ihr Bruder war ebenfalls Maler und später Priester. Zu Hause erhielt sie von ihrem Vater Mal- und Zeichenunterricht und von 1879 bis 1880 von Christen Dalsgaard in Sorø. Später verbrachte sie einige Zeit bei Laurits Tuxen und war von 1885 bis 1886 Schülerin von Gaston Veuvenot Leroux in Paris. 1891 reiste sie mit einem Akademiestipendium nach Italien mit Aufenthalten in Rom und Florenz und von 1894 bis 1895 reiste sie mit einem Stipendium zusammen mit Ingeborg und Niels Skovgaard auch nach Italien und Griechenland.
Von 1886 bis 1887 studierte sie am Askov College und bewarb sich 1888 an der Kunstschule für Frauen der Akademie der Schönen Künste in der Modellierungsabteilung. Im Sommer 1886 war sie Zeichenlehrerin am Askov College. Als der Priester und Autor Georg Valdemar Brücker 1899 in Ågård bei Kolding eine Volkshochschule gründete, wurde sie als Lehrerin ernannt und unterrichtete hier bis 1916 Zeichnen und Kunstgeschichte.

## Textildesignerin
Ihre Schwester Kristiane führte von 1873 bis 1903 zusammen mit Johanne Bindesbøll ein Stickereigeschäft. In dem Geschäft fertigte Konstantin-Hansen bereits als junge Frau Stickereien nach eigenen Mustern und Entwürfen mehrerer bekannter Künstler der Zeit an. Nach dem Tod ihres Vaters 1880 wurde sie zusammen mit dem Architekten und Designer Thorvald Bindesbøll die wichtigste künstlerische Förderin des Unternehmens. 1935 veröffentlichte sie zusammen mit Agnes Fink und mit Unterstützung der Ny Carlsberg Foundation zwei Broschüren mit Kreuzstichmustern. In Anlehnung an die Broschüren der Kunsthandwerkerin Ernestine Nyrop, die dänische Muster originalgetreu wiedergab, interpretierte und komponierte Konstantin-Hansen alte europäische Muster.

## Keramikerin
Auf Betreiben von Thorvald Bindesbøll traf sich 1883/1884 eine kleine Gruppe von Künstlern in der Werkstatt des Töpfers Johan Wallmann in Utterslev. Zur Gruppe gehörten neben Konstantin-Hansen die beiden Brüder Niels Kristian Skovgaard und Joakim Skovgaard, ihre Schwester Susette Holten und Theodor Philipsen. Hier experimentierten sie einige Jahre lang mit dem Material Keramik. Konstantin-Hansen arbeitete unter dem starken Einfluss der japanischen Kunst und verwendete in ihrer Ornamentik insbesondere Vögel, kleine Tiere und Pflanzen. Ihr besonderes Interesse galt der Vogel- und Tierwelt am Strand und ihre Keramikarbeiten waren von den Eindrücken wiederholter Aufenthalte in Venø geprägt, wo ihr Bruder Sigurd als Pfarrer tätig war.
1887 stand der Kunsthistoriker Karl Madsen hinter der Gründung der Decoration Association, deren Ziel es war, Initiativen nach dem Vorbild der kleinen Künstlergruppe in Utterslev zu fördern. Auf der Nordischen Industrie-, Landwirtschafts- und Kunstausstellung 1888 in Kopenhagen wurden die Arbeiten der Mitglieder an einem Stand versammelt, wo sie als Erneuerung einer besonderen dänischen Handwerkstradition im Bereich der Töpferei präsentierten. Die Präsentation der Gruppe kann als Einführung in die Ära der dänischen Kunstindustrie betrachtet werden, die als Skønvirke bekannt ist.

## Malerin
Als Malerin begann Konstantin-Hansen mit einer naturalistischen Genremalerei, wechselte aber bald zu einem rein dekorativen Stil und fand bei ihren häufigen Besuchen auf Venø besondere Motive. Sie malte insbesondere Strandvögel und war in ihren Strandmotiven mit Möwen mit ihrem dekorativen Ansatz und ihrer leicht stilisierten Zeichnung dem schwedischen Maler Bruno Liljefors ähnlich. Die modernistischen Züge der Keramikarbeiten von Konstantin-Hansen spiegelten sich in ihrer Malerei wider, was besonders nach ihrem Auftritt in der Freien Ausstellung auffiel.
1882 gab Konstantin-Hansen ihr Debüt auf der Frühjahrsausstellung in Charlottenborg und stellte bis 1892 in Charlottenborg aus. 1885 erhielt sie den De Neuhausenske Præmier für ein Gemälde, bei dem es sich wie bei ihrem Debütwerk um ein naturalistisches Genregemälde handelte. Sie stellte 1891 im Kunstforeningen und 1905 und 1917 im Dänischen Kunsthandel aus. 1893 stellte sie erstmals auf der Den Frie Udstilling aus und mit Unterbrechungen bis 1928. Im Ausland war Konstantin-Hansen auf den Weltausstellungen 1889 in Paris und 1893 auf der World’s Columbian Exposition in Chicago, 1897 auf der Almänna konst- och industri-utställningen in Stockholm und 1910/1911 auf der Dänischen Ausstellung in Berlin sowie 1948 auf der Danish Art Treasures Through the Ages in London vertreten. 1920 war sie in der Retrospektivausstellung der Künstlerinnen vertreten.
Ab 1907 war sie Kunstkritikerin beim Højskolebladet und schrieb auch für andere Zeitschriften über Kunst.

## Werke (Auswahl)

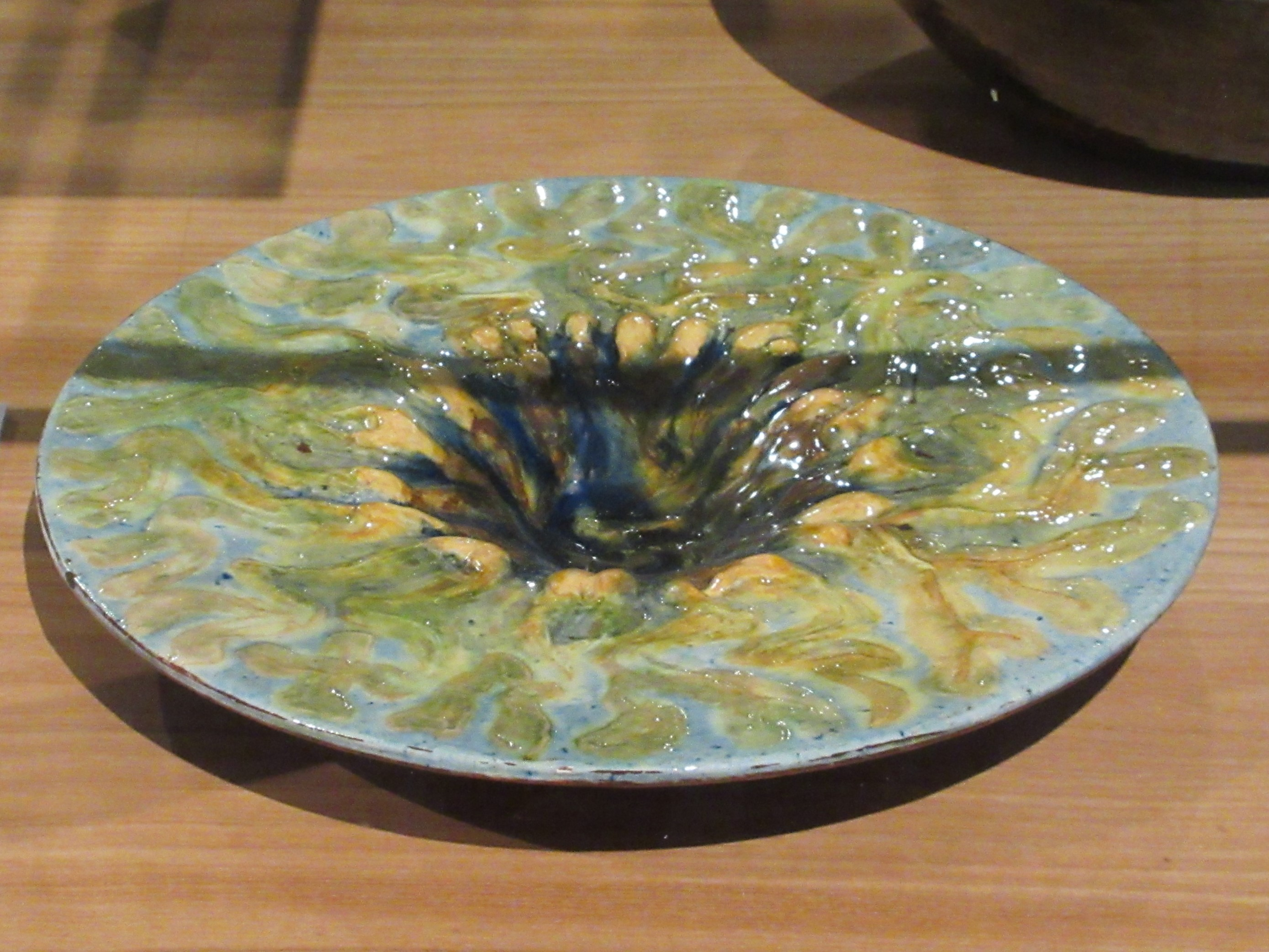
Schale mit Dekor (1887), Entwurf Elise Konstantin-Hansen; hergestellt in J. Wallmanns Lervarefabrik. Dänisches Designmuseum, 2018
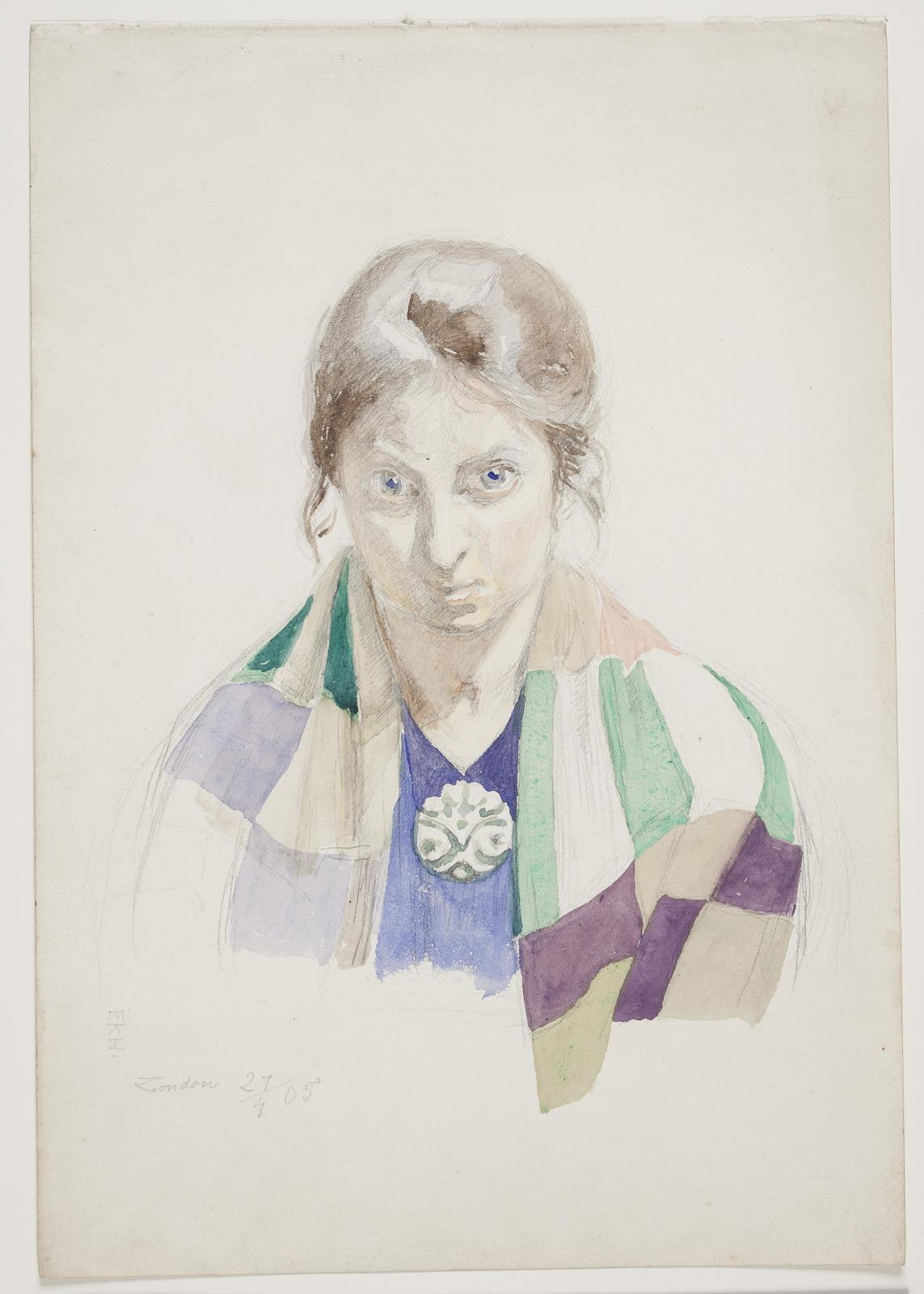
Portrait von Olivia Holm-Møller
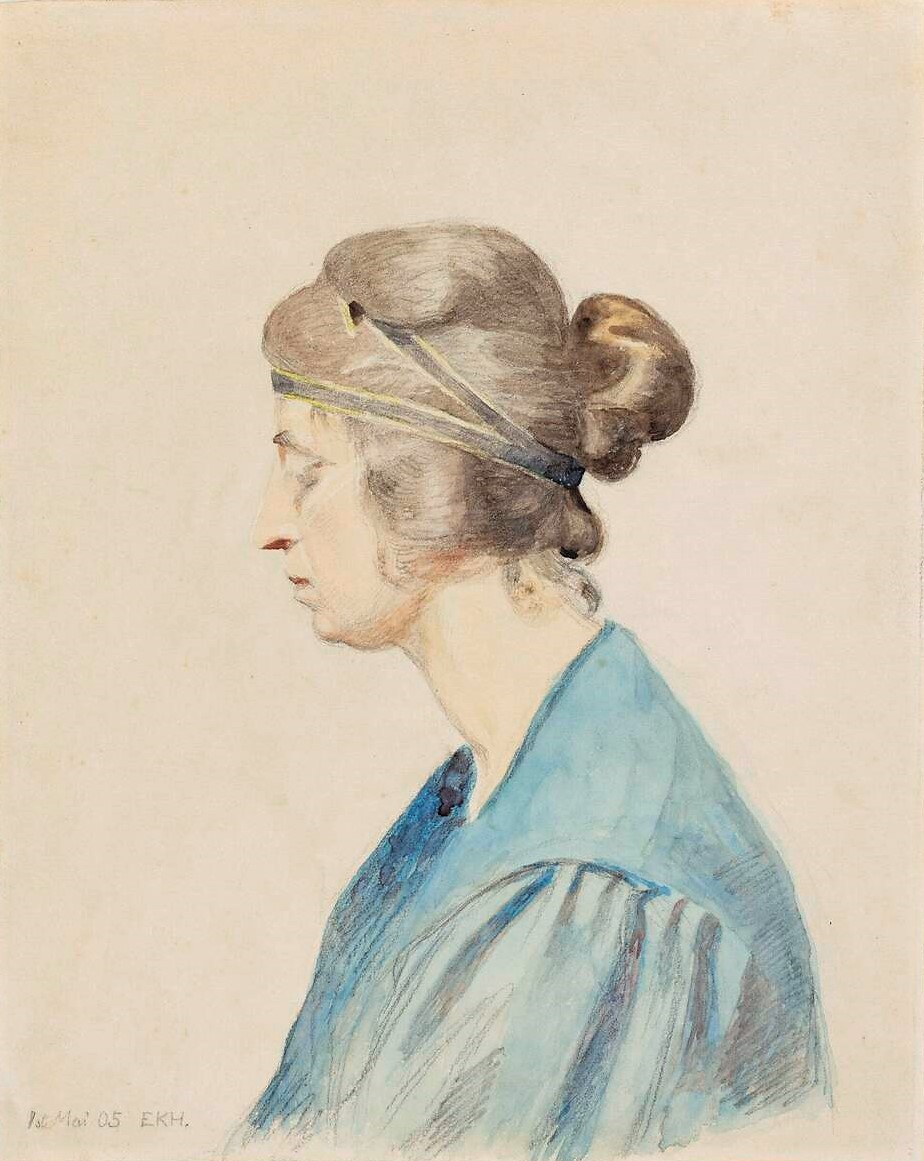
Olivia Holm-Møller, Bleistiftzeichnung und Aquarell auf Papier, 1905
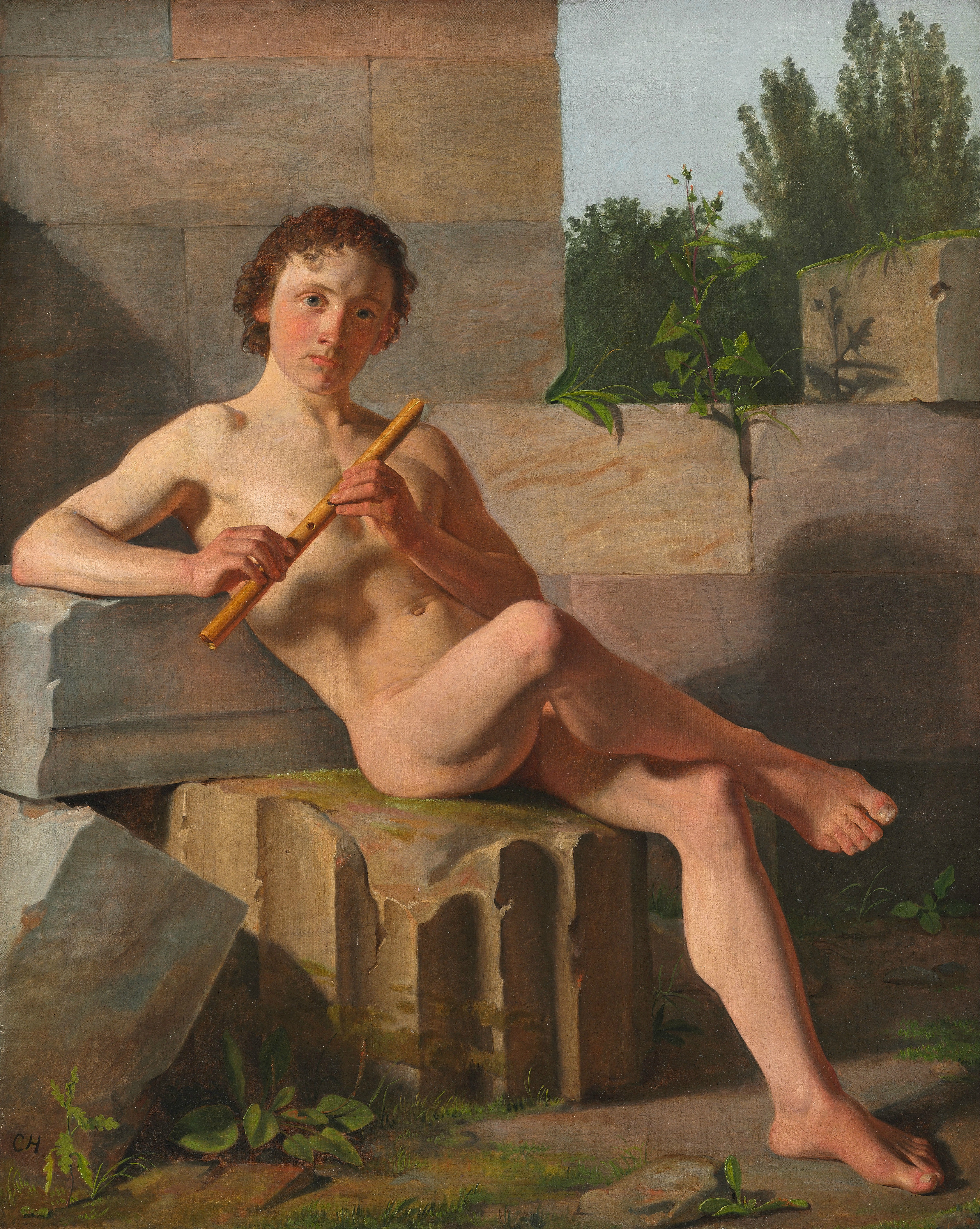
Flöte spielendes männliches Model
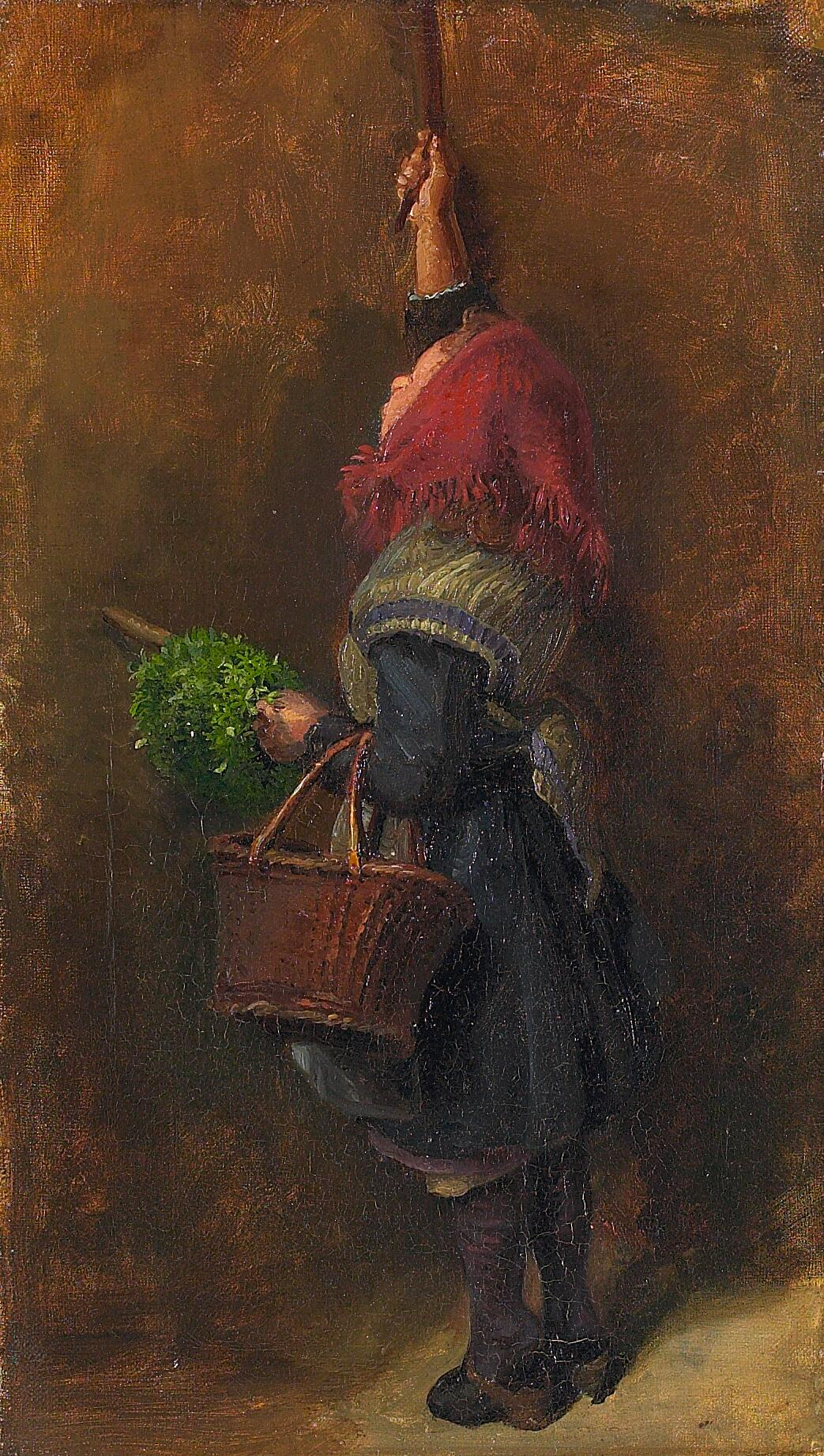
Kleines Mädchen mit Korb
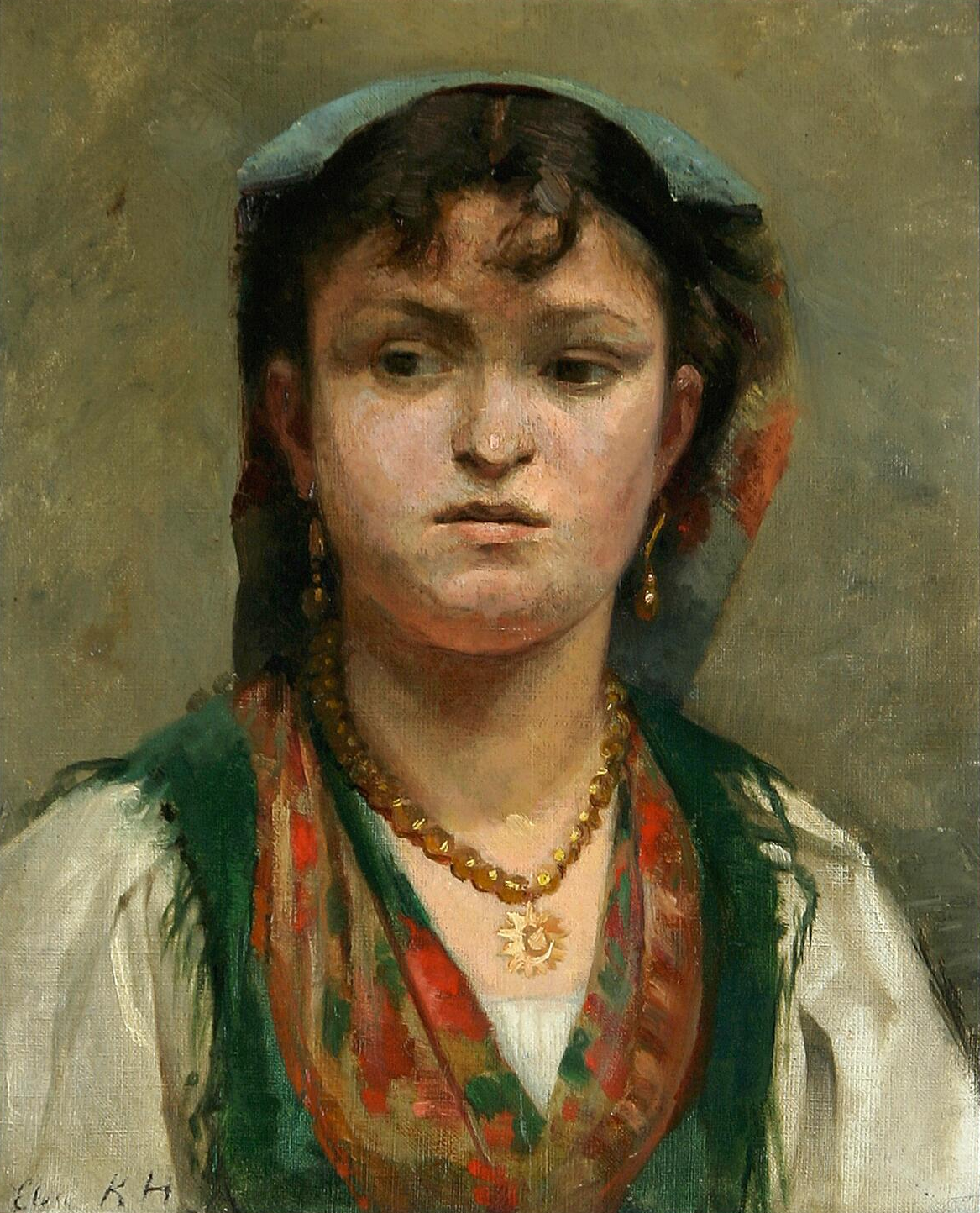
Eine junge Zigeunerin mit grünem Kopftuch
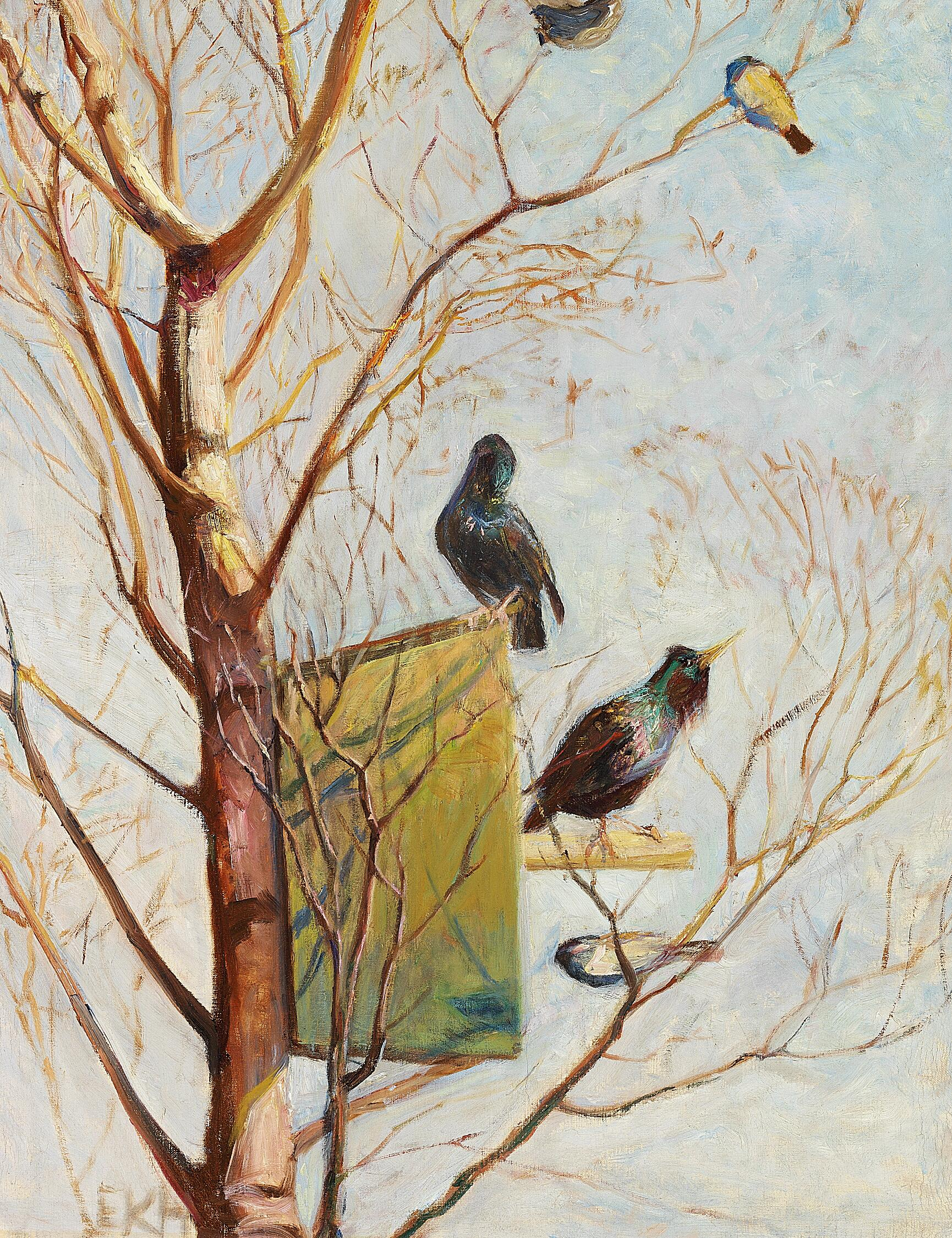
Ein Nistkasten mit Staren
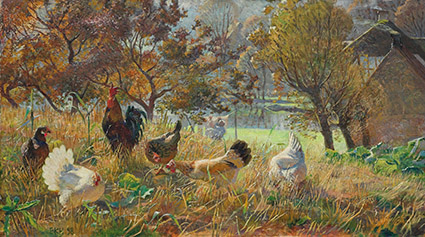
Die Hühner auf einem Morgenausflug, 1898
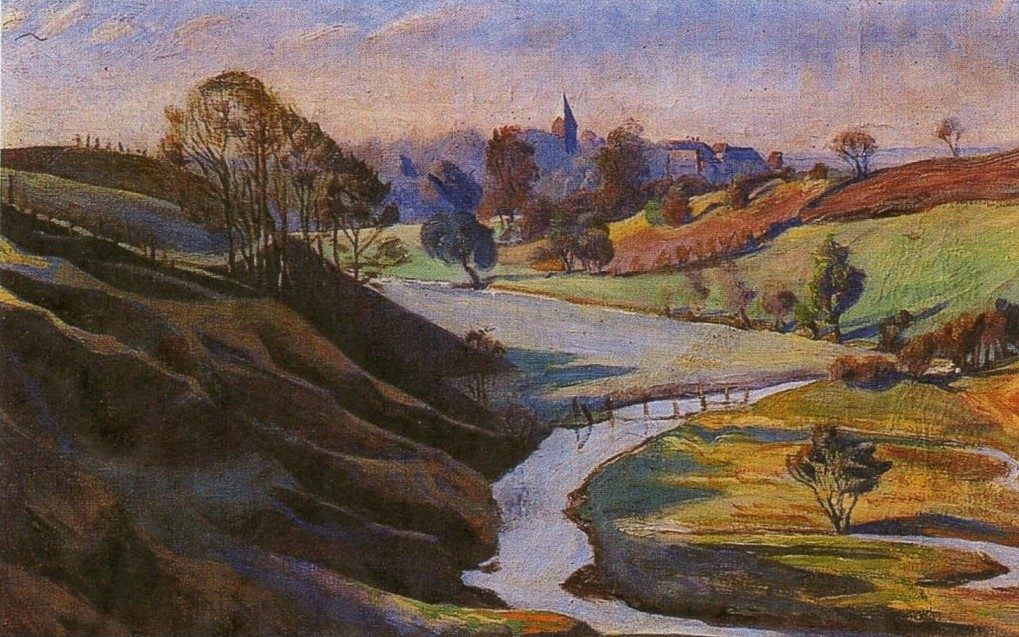
Gemälde von Ågård
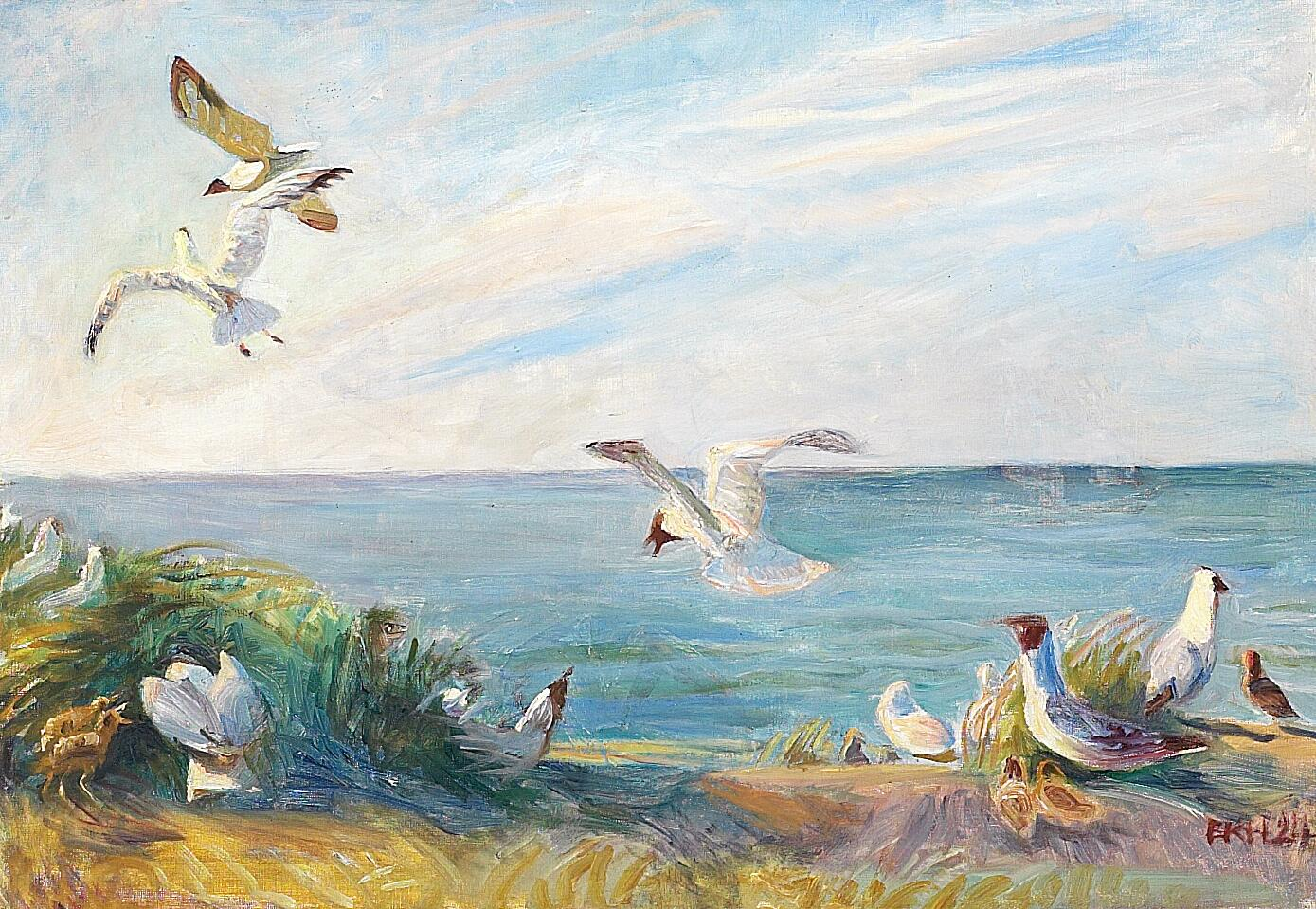
Strandansicht mit einer Möwenkolonie
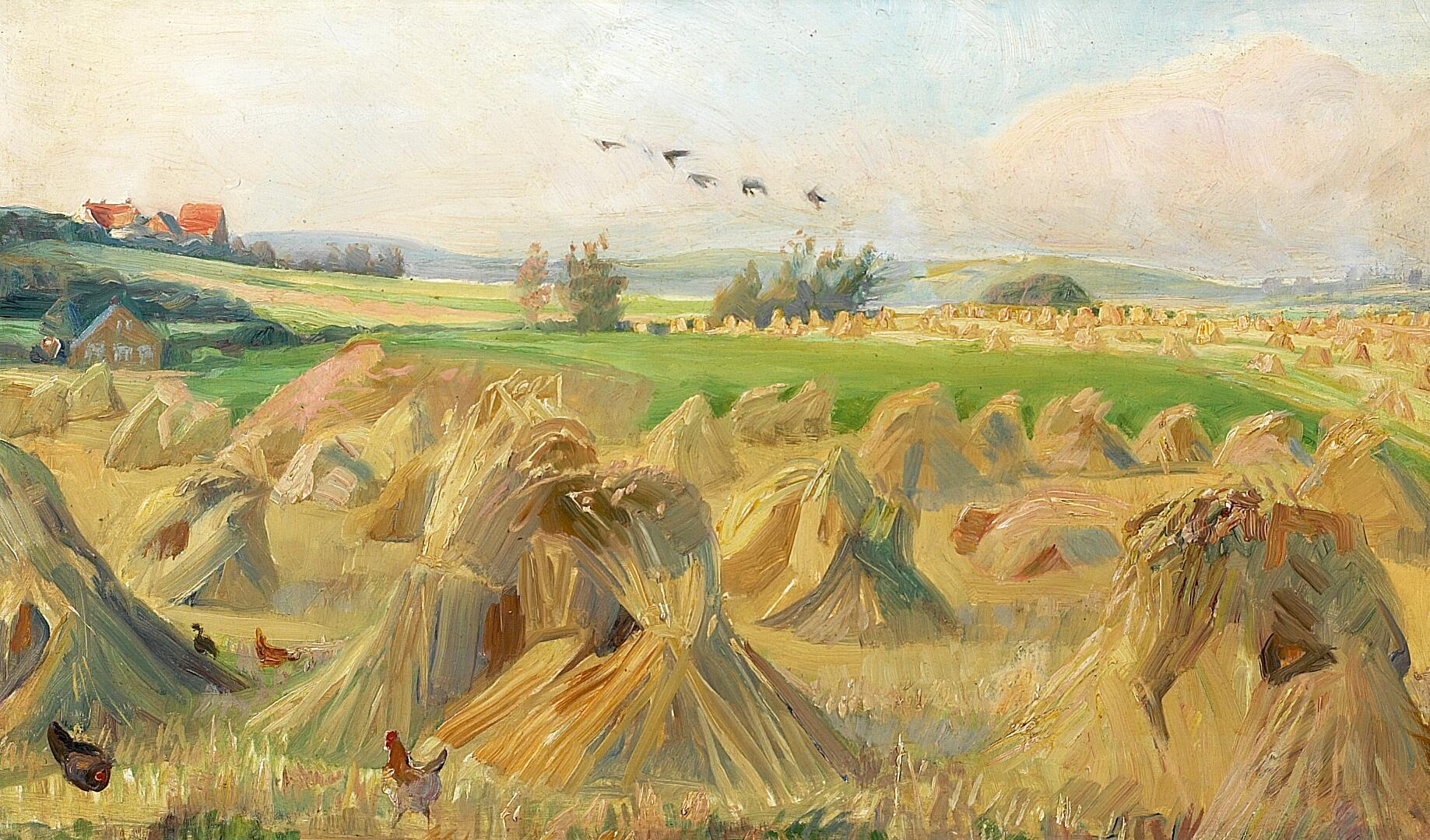
Landschaft mit Kornfeld und Hühnern
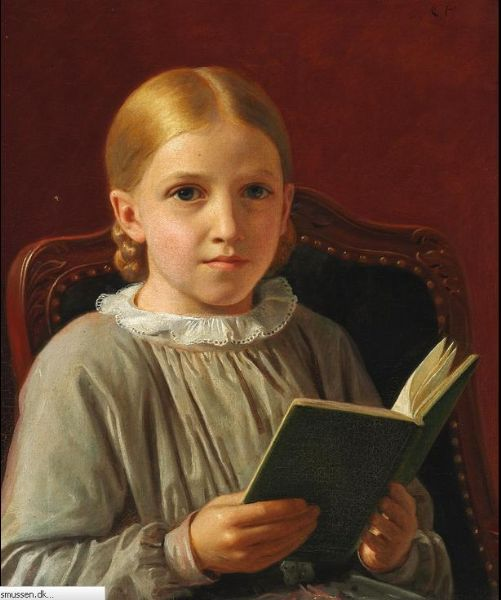
Porträt der Malertochter Elise

## Ausstellungen im 21. Jahrhundert (Auswahl)
- 2013: Kolding Kustforening[7]
- 2017: Vejen Kunstmuseum
- 2017: Skovgaard Museet, Viborg

## Ehrungen
- 1883: Den Hielmstierne-Rosencroneske Stiftelse
- 1885: De Neuhausenske Præmier
- 1890, 1891, 1894, 1895: Stipendium der Königlich Dänischen Kunstakademie
- 1916: Det Sødringske Legat årligt fra

## Veröffentlichungen (Auswahl)
- Små kapitler af et langt liv. Lindhardt und Ringhof, 2018, ISBN 978-87-26-00276-8.
- Minder og Oplevelser. 1929.
- Samliv med dansk Kunst. 1937.
- Erindringsbillede af Constantin Hansen. 1936.